# Герб Бурятії
Герб Республіки Бурятія — Державний символ Республіки Бурятія. Прийнятий Парламентом Республіки 20 квітня 1995 року.

## Опис
Герб Республіки Бурятія являє собою геральдичний щит традиційної форми, на якому розміщено триколірне коло (синьо-біло-жовті кольори національного прапора). У верхній частині кола — золоте сойомбо — традиційний символ вічного життя (сонце, місяць, вогнище). У центрі кола — однакової ширини синьо-білі смуги — хвилі Байкалу, а також світло-зеленого й темно-зеленого тла гірські вершини, характерні для місцевого ландшафту. Нижню частину кола обрамовує блакитна стрічка «хадак» — символ гостинності народу Бурятії. Центральна частина хадака служить підставкою герба. Стрічка рівномірно один раз із кожної сторони нижньої частини кола обвиває герб. Кінці її спадають обабіч герба над його підставкою.
З 1 січня 2000 герб розміщується на щиті традиційної геральдичної форми, а з хадака прибрані написи "Республіка Бурятія" на російській і бурятській мовах.